# 中村K太郎
中村 K太郎（なかむら けいたろう、1984年5月22日 - ）は、日本の男性総合格闘家。東京都葛飾区出身。和術慧舟會K太郎道場所属。第8代DEEPウェルター級王者。SRCウェルター級グランプリシリーズ2010王者。

## 来歴
保育園時にテレビで見た田村亮子に憧れ、柔道を学び始める。小学1年時に福島県へ引越し、小学5年で東京に戻ると講道館少年部に入門。
専大附属高校に進学すると、3年時にインターハイ東京都予選3位となった。その後、和術慧舟會東京本部に入門し、総合格闘技のトレーニングを開始。
2003年4月、専修大学法学部に進学。
2003年7月6日、JTC（Japan Totalfight Championship）主催「全日本総合格闘技選手権」東京大会82kg級（5名参加）に出場。決勝で九十九優作に一本勝ちし、優勝を果たした。11月23日の全国大会でもオール一本勝ちで優勝を果たした。
2003年12月13日、キングダム・エルガイツ「東京大会 -飛翔-」で大森健太とキングダムルールで対戦し、三角絞めで一本勝ち。
2003年12月27日、DEMOLITIONでプロ総合格闘技デビュー。
2004年7月16日、初参戦となった修斗で坂井圭介と対戦し、スリーパーホールドで一本勝ち。
2006年7月21日、修斗環太平洋ミドル級（-76kg）王座決定戦でロナルド・ジューンと対戦し、スリーパーホールドで一本勝ちを収め王座獲得に成功した。
2006年12月13日、UFC初参戦となったUFC Fight Night: Sanchez vs. Riggsでブロック・ラーソンと対戦し、判定負け。デビュー以来の無敗記録は15戦で止まった（13勝2分）。
2007年6月6日付けで、修斗環太平洋ミドル級王座を返上（UFCとの契約により修斗の大会で試合ができなかったため）。
2007年9月24日、Giグラップリング2007トーナメントに出場。決勝でクリスチアーノ上西に勝利し、優勝を果たした。
2007年10月、ゴールドジムサウス東京で「K太郎道場」をオープン。
2007年11月11日、CAGE FORCE初参戦となったCAGE FORCE EX -eastern bound-で花井岳文と対戦。寝技師対決となったがグラウンドの展開はなく、膝蹴りでのKO勝ちとなった。
2008年2月2日、UFC 81でロバート・エマーソンと対戦し、1-2の判定負け。
その後一度は総合格闘技からの引退を表明したものの、後に撤回した。
2008年8月31日、Giグラップリング2008トーナメントに出場。3試合連続で裸絞めで一本勝ちし、2年連続の優勝を果たした。
2008年9月23日、DREAM初参戦となったDREAM.6でアドリアーノ・マルチンスと対戦し、2-1の判定勝ち。
2008年11月8日、CAGE FORCE EX -eastern bound-でキム・ジャンヨンと対戦し、キャリア初のKO負けを喫した。
2009年2月22日、アブダビコンバットアジア予選77kg未満級に出場。3試合すべて裸絞めで一本勝ちし、日本代表となった。
2009年8月22日、「強者 second vol.7」のCAGE FORCE提供試合でアンドレ・ナパウォン・マフェトニと対戦予定であったが、首の負傷のため欠場となった。
2009年9月、アブダビコンバット2009・77kg未満級に出場。1回戦・2回戦を勝ち抜くも、準決勝でマルセロ・ガッシアにチョークで一本負け、3位決定戦ではグレゴー・グレイシーにポイント負け。4位となった。
2009年12月6日、Gi2009に出場。グラップリング部門決勝で小澤幸康にポイント勝ちし、優勝。大会3連覇を果たした。
2010年1月10日、DEEP X リアルキングトーナメント 2010・ミドル超級（6名参加）に出場し、優勝を果たした。
2010年6月20日、SRC13のウェルター級グランプリシリーズ1回戦でオマール・デ・ラ・クルーズと対戦し、パウンドによるTKO勝ち。
2010年10月30日、SRC15のウェルター級グランプリシリーズ準決勝で和田拓也と対戦し、パウンドによりタップアウト勝ちを収めた。
2010年12月30日、戦極 Soul of Fightのウェルター級グランプリシリーズ決勝でYasubei榎本と対戦し、チョークスリーパーによる一本勝ちを収め優勝を果たした。
2011年9月23日、5年2か月ぶりの参戦となった修斗で村山暁洋と対戦し、スリーパーホールドで一本負け。お株を奪われた格好となった。
2012年12月24日、VTJ 1stで鈴木信達と対戦し、リアネイキッドチョークで一本勝ち。
Twitterで自身の誕生日2013年5月22日に入籍したことを発表。同年8月24日の結婚披露宴で結婚相手が女子総合格闘家の杉山しずかであることが明らかにされた。
2015年7月20日、DEEPウェルター級タイトルマッチで悠太と対戦し、チョークスリーパーで一本勝ちを収め王座獲得に成功した。

### UFC復帰
2015年9月27日、UFC Fight Night: Barnett vs. Nelsonで負傷欠場したストラッサー起一の代役として7年ぶりのUFC復帰戦となりリー・ジンリャンと対戦。2R,3R序盤にリーの打撃で押され出血し苦しい展開になるが、3Rにスタンド状態でバックを奪いそのままリアネイキドチョークでUFC初勝利。パフォーマンス・オブ・ザ・ナイトを受賞した。
2016年7月13日、UFC Fight Night: McDonald vs. Linekerでカイル・ノークと対戦、膝蹴りでダウンを奪い2R終了間際にリアネイキッドチョークで一本勝ちを収めた。

### RIZIN
2019年9月12日、RIZIN初登場となったRIZIN.19でマルコス・ヨシオ・ソウザと対戦し、1RKO勝ち。
2019年12月29日、Bellator JAPANでRIZIN ✕Bellatorの対抗戦に出場し、ロレンズ・ラーキンと対戦し判定負け。この試合はラーキンが契約体重を1.67kgと大幅にオーバーしたことで計量失格となった。対抗戦の場合、RIZINイベントでの対抗戦は1kg以上オーバーした選手はレッドカードが適応され判定勝ちが不可となるルールが適応されるが、この試合はBellatorイベントでの対抗戦だったことから、Belaltorのコントロール化となるため、計量をクリアできなかったラーキンには何もペナルティが与えられないまま試合が行われた。
2020年1月から2023年4月までの約3年3ヶ月、自身のジムの経営などのため、試合を行わなかった。
2023年4月1日、RIZIN.41で元HEATウェルター級王者のストラッサー起一 と対戦し、2Rに左フックでダウンを奪った後パウンドによるTKO勝ちを収めた。
2024年、階級をウェルター級から1階級下（約6.7kg下）のライト級に変更。
2024年3月23日、RIZIN LANDMARK 9でRIZINライト級王者のホベルト・サトシ・ソウザとワンマッチで対戦し、1Rにハイキックでダウンを奪われ、立ち上がるもスタンドのパンチ連打を受けてKO負けを喫した。

## 人物・エピソード
- 裸絞め（チョークスリーパー）が得意技で、「裸絞め十段」のニックネームを持つ[13]。
- 試合勝利後に、「1, 2, 3, K!」と言って、体全体でアルファベットの「K」のポーズをするパフォーマンスを行う。
- プロデビュー時には本名であったが、2004年7月16日の試合からリングネーム中村 K太郎を使用している。
- 趣味は漫画で、古泉智浩や福満しげゆきのような漫画を愛好している。

## 戦績

### プロ総合格闘技
| 総合格闘技 戦績 | 総合格闘技 戦績 | 総合格闘技 戦績 | 総合格闘技 戦績 | 総合格闘技 戦績 | 総合格闘技 戦績 | 総合格闘技 戦績 |
| --------------- | --------------- | --------------- | --------------- | --------------- | --------------- | --------------- |
| 51 試合         | (T)KO           | 一本            | 判定            | その他          | 引き分け        | 無効試合        |
| 36 勝           | 8               | 17              | 11              | 0               | 2               | 1               |
| 12 敗           | 2               | 1               | 9               | 0               | 2               | 1               |

| 勝敗 | 対戦相手                           | 試合結果                             | 大会名                                                                   | 開催年月日     |
| ×    | ホベルト・サトシ・ソウザ           | 1R 1:43 TKO（スタンドパンチ連打）    | RIZIN LANDMARK 9                                                         | 2024年3月23日  |
| ○    | ストラッサー起一                   | 2R 0:49 TKO（左フック→パウンド）     | RIZIN.41                                                                 | 2023年4月1日   |
| ×    | ロレンズ・ラーキン                 | 5分3R終了 判定0-3                    | Bellator JAPAN 【RIZIN×BELLATOR対抗戦 中堅戦】                           | 2019年12月29日 |
| ○    | マルコス・ヨシオ・ソウザ           | 1R 1:18 TKO（コーナーストップ）      | RIZIN.19                                                                 | 2019年10月12日 |
| ×    | スルタン・アリエフ                 | 5分3R終了 判定0-3                    | UFC Fight Night: Overeem vs. Oleinik                                     | 2019年4月20日  |
| ○    | サリム・トゥアリ                   | 5分3R終了 判定2-1                    | UFC Fight Night: dos Santos vs. Tuivasa                                  | 2018年12月2日  |
| ×    | アンソニー・ロッコ・マーティン     | 5分3R終了 判定0-3                    | UFC Fight Night: Barboza vs. Lee                                         | 2018年4月21日  |
| ○    | アレックス・モロノ                 | 5分3R終了 判定2-1                    | UFC Fight Night: Saint Preux vs. Okami                                   | 2017年9月23日  |
| ×    | エリゼウ・ザレスキ・ドス・サントス | 5分3R終了 判定0-3                    | UFC Fight Night: Lineker vs. Dodson                                      | 2016年10月1日  |
| ○    | カイル・ノーク                     | 2R 4:59 リアネイキドチョーク         | UFC Fight Night: McDonald vs. Lineker                                    | 2016年7月13日  |
| ×    | トム・ブリーズ                     | 5分3R終了 判定0-3                    | UFC Fight Night: Silva vs. Bisping                                       | 2016年2月27日  |
| ○    | リー・ジンリャン                   | 3R 2:17 リアネイキドチョーク         | UFC Fight Night: Barnett vs. Nelson                                      | 2015年9月27日  |
| ○    | 悠太                               | 1R 2:00 チョークスリーパー           | DEEP CAGE IMPACT 2015 【DEEPウェルター級タイトルマッチ】                 | 2015年7月20日  |
| ○    | 片平なぎさ                         | 1R 3:47 チョークスリーパー           | DEEP 71 IMPACT                                                           | 2015年2月28日  |
| ○    | 岡野裕城                           | 2R 0:26 TKO（マウントパンチ）        | DEEP 69 IMPACT                                                           | 2014年10月26日 |
| ○    | KEI山宮                            | 1R 4:13 TKO（マウントパンチ）        | DEEP 67 IMPACT                                                           | 2014年6月22日  |
| ×    | フランク・カマチョ                 | 5分3R終了 判定0-3                    | PXC 42                                                                   | 2014年2月28日  |
| －   | イ・グァンヒ                       | ノーコンテスト（体重超過）           | DEEP 64 IMPACT                                                           | 2013年12月22日 |
| ○    | 下石康太                           | 2R 0:37 スリーパーホールド           | 修斗 2013年第3戦                                                         | 2013年7月27日  |
| ○    | 鈴木信達                           | 1R 2:03 リアネイキドチョーク         | VTJ 1st                                                                  | 2012年12月24日 |
| ○    | 佐々木有生                         | 5分3R終了 判定3-0                    | 修斗                                                                     | 2012年5月18日  |
| ○    | キム・フン                         | 1R終了時 TKO（腕の負傷）             | Legend Fighting Championship 8                                           | 2012年3月30日  |
| ○    | 佐藤洋一郎                         | 5分3R終了 判定2-0                    | 修斗 ISAMI presents サバイバートーナメント決勝戦                         | 2012年1月8日   |
| ×    | 村山暁洋                           | 1R 2:30 スリーパーホールド           | 修斗 SHOOTOR’S LEGACY 04                                                 | 2011年9月23日  |
| ○    | Yasubei榎本                        | 2R 3:48 チョークスリーパー           | 戦極 Soul of Fight 【ウェルター級グランプリシリーズ2010 決勝】           | 2010年12月30日 |
| ○    | 和田拓也                           | 1R 3:30 ギブアップ（パウンド）       | SRC15 【ウェルター級グランプリシリーズ2010 準決勝】                      | 2010年10月30日 |
| ○    | オマール・デ・ラ・クルーズ         | 2R 3:53 TKO（パウンド）              | SRC13 【ウェルター級グランプリシリーズ2010 1回戦】                       | 2010年6月20日  |
| ○    | 岩見谷智義                         | 5分3R終了 判定3-0                    | CAGE FORCE                                                               | 2009年6月27日  |
| ×    | キム・ジャンヨン                   | 1R 0:59 TKO（右ストレート→パウンド） | CAGE FORCE EX -eastern bound-                                            | 2008年11月8日  |
| ○    | アドリアーノ・マルチンス           | 2R（10分/5分）終了 判定2-1           | DREAM.6 ミドル級グランプリ2008 決勝戦                                    | 2008年9月23日  |
| ×    | ロバート・エマーソン               | 5分3R終了 判定1-2                    | UFC 81: Breaking Point                                                   | 2008年2月2日   |
| ○    | 花井岳文                           | 1R 1:59 KO（右膝蹴り）               | CAGE FORCE EX -eastern bound-                                            | 2007年11月11日 |
| ×    | ドリュー・フィケット               | 5分3R終了 判定0-3                    | UFC Fight Night: Stevenson vs. Guillard                                  | 2007年4月5日   |
| ×    | ブロック・ラーソン                 | 5分3R終了 判定0-3                    | UFC Fight Night: Sanchez vs. Riggs                                       | 2006年12月13日 |
| ○    | サルマノフ・ジャリィ               | 1R 3:19 チョークスリーパー           | D.O.G VII                                                                | 2006年9月9日   |
| ○    | ロナルド・ジューン                 | 1R 3:55 スリーパーホールド           | Punishment in Paradise: East vs. West 【修斗環太平洋ミドル級王座決定戦】 | 2006年7月21日  |
| ○    | チョン・ヨンジェ                   | 1R 1:58 チョークスリーパー           | MARS WORLD FIGHTING GP in SEOUL                                          | 2006年4月29日  |
| ○    | 吉田善行                           | 2R 4:06 テクニカル判定2-0            | 修斗 【新人王決定トーナメント ミドル級 決勝】                            | 2005年12月17日 |
| ○    | 新岡勝明                           | 1R 2:10 スリーパーホールド           | 修斗 【新人王決定トーナメント ミドル級 準決勝】                          | 2005年11月6日  |
| ○    | モハメド・カチャ                   | 1R 3:34 チョークスリーパー           | D.O.G III                                                                | 2005年9月17日  |
| ○    | 港太郎                             | 1R 4:03 チョークスリーパー           | DEMOLITION                                                               | 2005年8月28日  |
| ○    | ゴンズイ                           | 5分2R終了 判定3-0                    | 修斗 下北沢修斗劇場 第11弾 〜後楽園へ行こう!〜                           | 2005年6月3日   |
| ○    | 前田健太郎                         | 5分2R終了 判定3-0                    | 修斗                                                                     | 2005年2月6日   |
| ○    | 井上敦                             | 1R 2:11 チョークスリーパー           | DEMOLITION                                                               | 2004年11月14日 |
| △    | 横田一則                           | 5分2R終了 判定0-0                    | DEMOLITION                                                               | 2004年9月19日  |
| ○    | 坂井圭介                           | 1R 2:20 スリーパーホールド           | 修斗                                                                     | 2004年7月16日  |
| ○    | 金井一朗                           | 5分2R終了 判定3-0                    | DEMOLITION                                                               | 2004年5月21日  |
| ○    | 中村大介                           | 5分2R終了 判定3-0                    | DEMOLITION                                                               | 2004年4月8日   |
| △    | 金井一朗                           | 5分2R終了 判定0-1                    | DEMOLITION                                                               | 2003年12月27日 |
| ○    | 大森健太                           | 1R 7:44 三角絞め                     | キングダム・エルガイツ 東京大会 -飛翔-                                   | 2003年12月13日 |
| ○    | 谷崎智仁                           | 1R 0:33 TKO（パンチ連打）            | キングダム・エルガイツ 東京大会 -tomorrow-                               | 2003年10月12日 |

### アマチュア総合格闘技
| 勝敗 | 対戦相手       | 試合結果      | 大会名                                                  | 開催年月日     |
| ○    | 新井正剛       | 1:54 三角絞め | JTC「全日本総合格闘技選手権」全国大会 【82kg級 決勝】   | 2003年11月23日 |
| ○    | チャゴ・ヤシロ | 1:33 三角絞め | JTC「全日本総合格闘技選手権」全国大会 【82kg級 準決勝】 | 2003年11月23日 |
| ○    | 山下大輔       | 2:29 三角絞め | JTC「全日本総合格闘技選手権」全国大会 【82kg級 1回戦】  | 2003年11月23日 |
| ○    | 九十九優作     | 一本          | JTC「全日本総合格闘技選手権」東京大会 【82kg級 決勝】   | 2003年7月6日   |

### グラップリング
| 勝敗 | 対戦相手                           | 試合結果                   | 大会名                                                                                     | 開催年月日    |
| ○    | ポール"エル・テクニコ"シュレイナー | 2R 1:44 アームロック       | DEEP X 05                                                                                  | 2010年2月6日  |
| ○    | 藤岡裕士                           | 3:19 チョークスリーパー    | DEEP X リアルキングトーナメント 2010 【DEEP X リアルキングトーナメント ミドル超級 決勝】   | 2010年1月10日 |
| ○    | 黒木慈仁                           | ポイント19-0               | DEEP X リアルキングトーナメント 2010 【DEEP X リアルキングトーナメント ミドル超級 準決勝】 | 2010年1月10日 |
| ○    | 小澤幸康                           | 6分終了 ポイント4-2        | Gi2009 【グラップリング部門 決勝】                                                         | 2009年12月6日 |
| ○    | 西林浩平                           | 5:40 チョークスリーパー    | Gi2009 【グラップリング部門 準決勝】                                                       | 2009年12月6日 |
| ○    | 高橋計康                           | 0:47 チョークスリーパー    | Gi2009 【グラップリング部門 1回戦】                                                        | 2009年12月6日 |
| ×    | グレゴー・グレイシー               | ポイント0-10               | アブダビコンバット2009 【77kg未満級 3位決定戦】                                            | 2009年9月27日 |
| ×    | マルセロ・ガッシア                 | チョークスリーパー         | アブダビコンバット2009 【77kg未満級 準決勝】                                               | 2009年9月27日 |
| ○    | マルセロ・アゼベド                 | チョークスリーパー         | アブダビコンバット2009 【77kg未満級 2回戦】                                                | 2009年9月26日 |
| ○    | ミルトン・ヴィエイラ               | 反則                       | アブダビコンバット2009 【77kg未満級 1回戦】                                                | 2009年9月26日 |
| ○    | 下林義尚                           | 裸絞め                     | ADCC世界大会アジア予選 【77kg未満級 決勝】                                                 | 2009年2月22日 |
| ○    | 水野健次                           | 裸絞め                     | ADCC世界大会アジア予選 【77kg未満級 準決勝】                                               | 2009年2月22日 |
| ○    | 相原賢裕                           | 裸絞め                     | ADCC世界大会アジア予選 【77kg未満級 2回戦】                                                | 2009年2月22日 |
| ○    | 小澤幸康                           | 6:54 裸絞め                | Giグラップリング2008 JAPAN OPEN TOURNAMENT 【決勝】                                        | 2008年8月31日 |
| ○    | 豊永稔                             | 1:59 裸絞め                | Giグラップリング2008 JAPAN OPEN TOURNAMENT 【準決勝】                                      | 2008年8月31日 |
| ○    | 荒井勇二                           | 2:05 裸絞め                | Giグラップリング2008 JAPAN OPEN TOURNAMENT 【1回戦】                                       | 2008年8月31日 |
| ○    | シセロ・コスタ                     | 2R 3:11 チョークスリーパー | DEEP X 03                                                                                  | 2008年7月5日  |
| ○    | クリスチアーノ上西                 | 7分終了 ポイント6-0        | Giグラップリング2007 JAPAN OPEN TOURNAMENT 【無差別級 決勝】                               | 2007年9月24日 |
| ○    | 渡辺直由                           | 0:44 裸絞め                | Giグラップリング2007 JAPAN OPEN TOURNAMENT 【無差別級 準決勝】                             | 2007年9月24日 |
| ○    | 本間祐輔                           | 3:26 裸絞め                | Giグラップリング2007 JAPAN OPEN TOURNAMENT 【無差別級 1回戦】                              | 2007年9月24日 |
| ○    | スティーブ・マグダレノ             | 2:33 三角絞め              | Giグラップリング2006 【ミドル級 3位決定戦】                                                | 2006年10月9日 |
| ×    | 杉江"アマゾン"大輔                 | ポイント0-4                | Giグラップリング2006 【ミドル級 準決勝】                                                   | 2006年10月9日 |
| ○    | 八隅孝平                           | 2R 1:00 チョークスリーパー | 第3回全日本修斗グラップリング選手権大会 【ミドル級 決勝】                                  | 2006年3月21日 |
| ○    | 高木健太                           | 1R 2:55 チョークスリーパー | 第3回全日本修斗グラップリング選手権大会 【ミドル級 準決勝】                                | 2006年3月21日 |
| ○    | 金子竜也                           | 1R 2:18 チョークスリーパー | 第3回全日本修斗グラップリング選手権大会 【ミドル級 2回戦】                                 | 2006年3月21日 |
| ○    | 秋元駿一                           | 0:24 チョークスリーパー    | パンクラス 第4回プロ・アマオープンキャッチレスリングトーナメント 【100kg未満級 決勝】      | 2006年2月26日 |
| ○    | 人見友和                           | 1:05 チョークスリーパー    | パンクラス 第4回プロ・アマオープンキャッチレスリングトーナメント 【100kg未満級 準決勝】    | 2006年2月26日 |
| ○    | 鈴秀樹                             | 2:22 チョークスリーパー    | パンクラス 第4回プロ・アマオープンキャッチレスリングトーナメント 【100kg未満級 2回戦】     | 2006年2月26日 |

## 獲得タイトル
- 全日本総合格闘技選手権 82kg級 優勝（2003年）
- 修斗ミドル級新人王（2005年）
- パンクラス 第4回プロ・アマオープンキャッチレスリングトーナメント 100kg未満級 優勝（2006年）
- 第3回全日本修斗グラップリング選手権大会 ミドル級 優勝（2006年）
- 初代修斗環太平洋ミドル級王座（2006年）
- Gi2007 優勝（2007年）
- Gi2008 優勝（2008年）
- アブダビコンバットアジア予選 77kg未満級 優勝（2009年）
- Gi2009 グラップリング部門 優勝（2009年）
- DEEP X リアルキングトーナメント ミドル超級 優勝（2010年）
- SRCウェルター級グランプリシリーズ2010 優勝（2010年）
- 第8代DEEPウェルター級王座（2015年）

## 表彰
- UFC パフォーマンス・オブ・ザ・ナイト（1回）